# Grote Houtstraat 70
Het rijksmonument aan de Grote Houtstraat 70  te Haarlem is gebouwd als warenhuis van Vroom & Dreesmann aan de Grote Houtstraat in het centrum van de stad.

## Beschrijving
Het pand bestaat uit tien verdiepingen, waarvan twee ondergronds en heeft een hoogte van 40 m. De hoogste verdieping is in de jaren 1960 toegevoegd. Het pand is door architect Jan Kuijt ontworpen in een gemengde stijl van de Amsterdamse School,  art deco en de nieuwe zakelijkheid. Vanwege de architectuur en cultuurhistorische waarde is het sinds 23 november 1999 erkend als rijksmonument.

## Geschiedenis
In 1896 opende de heren Vroom & Dreesmann op de hoek van de Lange Veerstraat en Korte Veerstraat. Haarlem werd hiermee de vierde stad met zo'n vestiging. De winkelketen heette destijds 'De Zon'. Verwijzingen naar de oorspronkelijke functie van het pand zijn nog steeds terug te vinden.

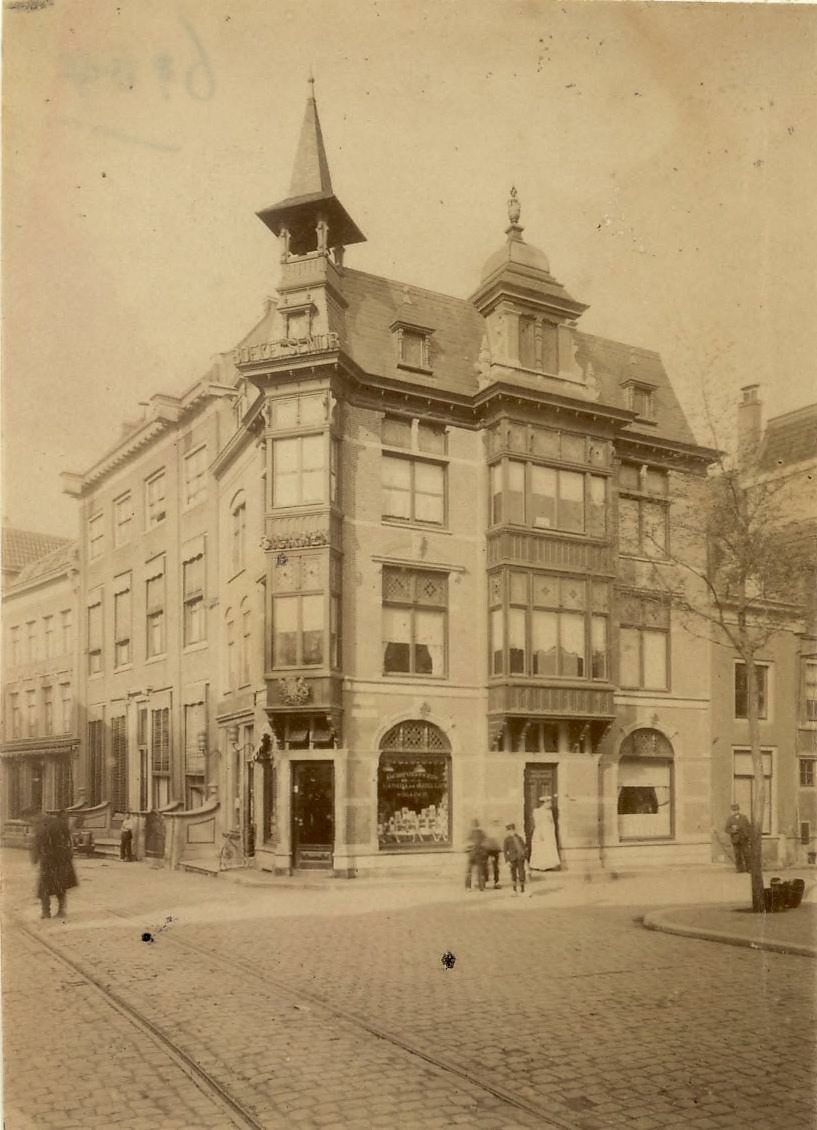
Pand op de hoek Grote Houtstraat/Verwulft, kijkend richting het zuiden, dat werd gesloopt voor de bouw van het warenhuis (1892)

Een nieuwe vestiging van de onderneming werd gebouwd aan het Spaarne en de Korte Veerstraat. Deze vestiging werd ook wel de "kleine Vroom & Dreesmann" genoemd. Deze vestigingen lagen destijds in het winkelhart van Haarlem. De onderneming had als doel steeds grotere en modernere warenhuizen te bouwen door oude gebouwen af te breken. Echter hield de gemeente deze uitbreidingsplannen in de Korte Veerstraat tegen. En in 1970 brande de "kleine Vroom & Dreesmann" af.
In 1911 opende de onderneming een filiaal in de Grote Houtstraat. Het was nogal luxueus maar werd toch een succes en er werden 18 omliggende panden gekocht om een groot warenhuis te kunnen bouwen. De Grote Houtstraat zou in de optiek van de directie in de toekomst de winkelstraat van de stad zijn. Voor het ontwerp van het nieuwe warenhuis werd in 1927 een prijsvraag uitgeschreven, die werd gewonnen door architect Jan Kuijt. Hij had al meerdere vestigingen van Vroom & Dreesmann ontworpen. De gemeente wees het oorspronkelijke ontwerp af omdat men het te hoog vond. Een tweede ontwerp van Kuijt werd wel goedgekeurd en uitgevoerd. Het pand werd gebouwd tussen 1930 en 1934 en opende op 14 mei 1934 de deuren.
De bestaande gebouwen op de plaats van vestiging werden afgebroken. Ook verdween de gehele Paardensteeg die een verbinding vormde tussen de Grote Houtstraat en de Gierstraat. De eigenaar van drogisterij Van der Pigge aan de Gierstraat weigerde echter zijn pand te verkopen, het warenhuis werd er daarom eromheen gebouwd. Hierdoor bleef het 18e-eeuwse pand van de drogisterij behouden.
Het pand bleef in gebruik bij V&D tot het faillissement in 2015. Het werd door ASR Nederland verhuurd aan Hudson's Bay, die het in oude luister heeft restaureerde en er in 2018 een vestiging opende. Eind december 2019 vertrok Hudson's Bay uit Nederland en kwam het warenhuis weer leeg te staan. Er werden plannen gemaakt voor woningen op de bovenste verdiepingen, een winkelvoorziening op de eerste twee verdiepingen en een fietsenkelder in de kelderverdiepingen. In 2020 opende op de begane grond een filiaal van HEMA dat tot dan toe was gevestigd aan Kruisstraat te Haarlem.